# بورغو سان مارتينو
بورغو سان مارتينو (بالإيطالية: Borgo San Martino)‏ هي بلدية في مقاطعة ألساندريا في إقليم بييمونتي في إيطاليا.

## السكان
في سنة 1861 بلغ عدد السكان 1٬181 نسمة، وتطور العدد ليصل في سنة 2011 لـ 1٬470 نسمة.
يظهر هذا المخطط البياني تطور النمو السكاني لـ بورغو سان مارتينو

## أعلام
- إرمينيو سبالا